# Вожык (журнал)
«Во́жык» (рус. Ёжик), ранее «Раздавім фашысцкую гадзіну» (рус. Раздавим фашистскую гадину) — белорусский литературно-художественный иллюстрированный журнал сатиры и юмора. Издаётся ежемесячно в Минске на белорусском языке.

## История
Начал выходить в июле 1941 года как агитационный плакат, орган ЦК КП(б)Б, под названием «Раздавим фашистскую гадину» (бел. «Раздавім фашысцкую гадзіну») (с марта 1942 года — газета-плакат).
С августа 1945 года издаётся в Минске как журнал сатиры и юмора «Вожык». До 1958 года печатался на 8, затем на 12 страницах, с цветными иллюстрациями. С октября 2009 года по октябрь 2011 года выходил как альманах, с января 2012 года — снова как журнал сатиры и юмора. Печатает фельетоны, памфлеты, басни, притчи, стихи, рассказы, интермедии, пьесы, сценки, юморески, миниатюры, пародии, эпиграммы, каламбуры, афоризмы, анекдоты, переводы сатирических и юмористических произведений, а также карикатуры, шаржи, рисунки, плакаты, кроссворды.
Журнал издавал сатирический плакат «На колючки» (с 1963 года, два раза в год). «Бібліятэка „Вожыка“», литературное дополнение к журналу «Вожык»; выходила в издательстве ЦК КПБ с 1957 года по шесть книжек ежегодно (затем — в РИУ «Литература и искусство»).
Осенью 2021 года на сайте издательского дома «Звязда» была помещена информация о прекращении выхода этого журнала как самостоятельного издания. В ноябре 2021 тираж «Вожыка» составлял 472 экземпляра. Начиная с января 2022 его материалы публикуются на страницах еженедельной газеты «Литература и искусство» (бел. Літаратура і мастацтва), в качестве приложения.
Коллективные сборники в переводах Е. Весенина и В. Корчагина «Юмор „Вожыка“» и «Молодой „Вожык“» (к 25-летию журнала) вышли в библиотеке «Крокодила» (№ 7, 1959; № 7, 1966).

## Главные редакторы
- Михаил Чавусский (1941—1943)
- Кондрат Крапива (1943—1947)
- Михаил Чавусский (1947—1955)
- Павел Ковалёв (1955—1967)
- Владимир Корбан (1967—1971)
- Александр Романов (1971—1987)
- Валентин Блакит (1987—2000)
- Михась Поздняков (2000—2002)
- Алесь Письменков (2002—2004)
- Владимир Соломаха (2004—2008)
- Юлия Зарецкая (2009—2021, с перерывом)